# Віллі Каннінгем (північноірландський футболіст)
Віллі Каннінгем (англ. Willie Cunningham, нар. 20 лютого 1930, Ньютаунаббі — пом. 31 серпня 2007) — північноірландський футболіст, що грав на позиції захисника. По завершенні ігрової кар'єри — футбольний тренер.
Виступав, зокрема, за клуб «Лестер Сіті», а також національну збірну Північної Ірландії.

## Клубна кар'єра
У дорослому футболі дебютував 1950 року виступами за команду клубу «Сент-Міррен», в якій провів чотири сезони, взявши участь у 61 матчі чемпіонату.
Своєю грою за цю команду привернув увагу представників тренерського штабу клубу «Лестер Сіті», до складу якого приєднався 1955 року. Відіграв за команду з Лестера наступні п'ять сезонів своєї ігрової кар'єри. Більшість часу, проведеного у складі «Лестер Сіті», був основним гравцем захисту команди.
Завершив професійну ігрову кар'єру у клубі «Данфермлін Атлетік», за команду якого виступав протягом 1960—1963 років.

## Виступи за збірну
У 1951 році дебютував в офіційних матчах у складі національної збірної Північної Ірландії. Протягом кар'єри у національній команді, яка тривала 12 років, провів у формі головної команди країни лише 30 матчів.
У складі збірної був учасником чемпіонату світу 1958 року у Швеції.

## Кар'єра тренера
Розпочав тренерську кар'єру невдовзі по завершенні кар'єри гравця, 1964 року, очоливши тренерський штаб клубу «Данфермлін Атлетік».
В подальшому очолював команду клубу «Фолкерк».
Останнім місцем тренерської роботи був клуб «Сент-Міррен», команду якого Віллі Каннінгем очолював як головний тренер до 1975 року.
Помер 31 серпня 2007 року на 78-му році життя.